# Poix-Terron
Poix-Terron település Franciaországban, Ardennes megyében. Lakosainak száma 892 fő (2022. január 1.). Poix-Terron La Horgne, Mazerny, Montigny-sur-Vence, Singly, Touligny, Villers-sur-le-Mont, Yvernaumont és Baâlons községekkel határos.

## Népesség
A település népességének változása:
| Lakosok száma | 693  | 679  | 736  | 828  | 822  | 799  | 819  | 864  | 870  | 892  |
|               | 1968 | 1982 | 1990 | 2006 | 2013 | 2015 | 2017 | 2019 | 2020 | 2022 |